# Liste des cantons de Saône-et-Loire

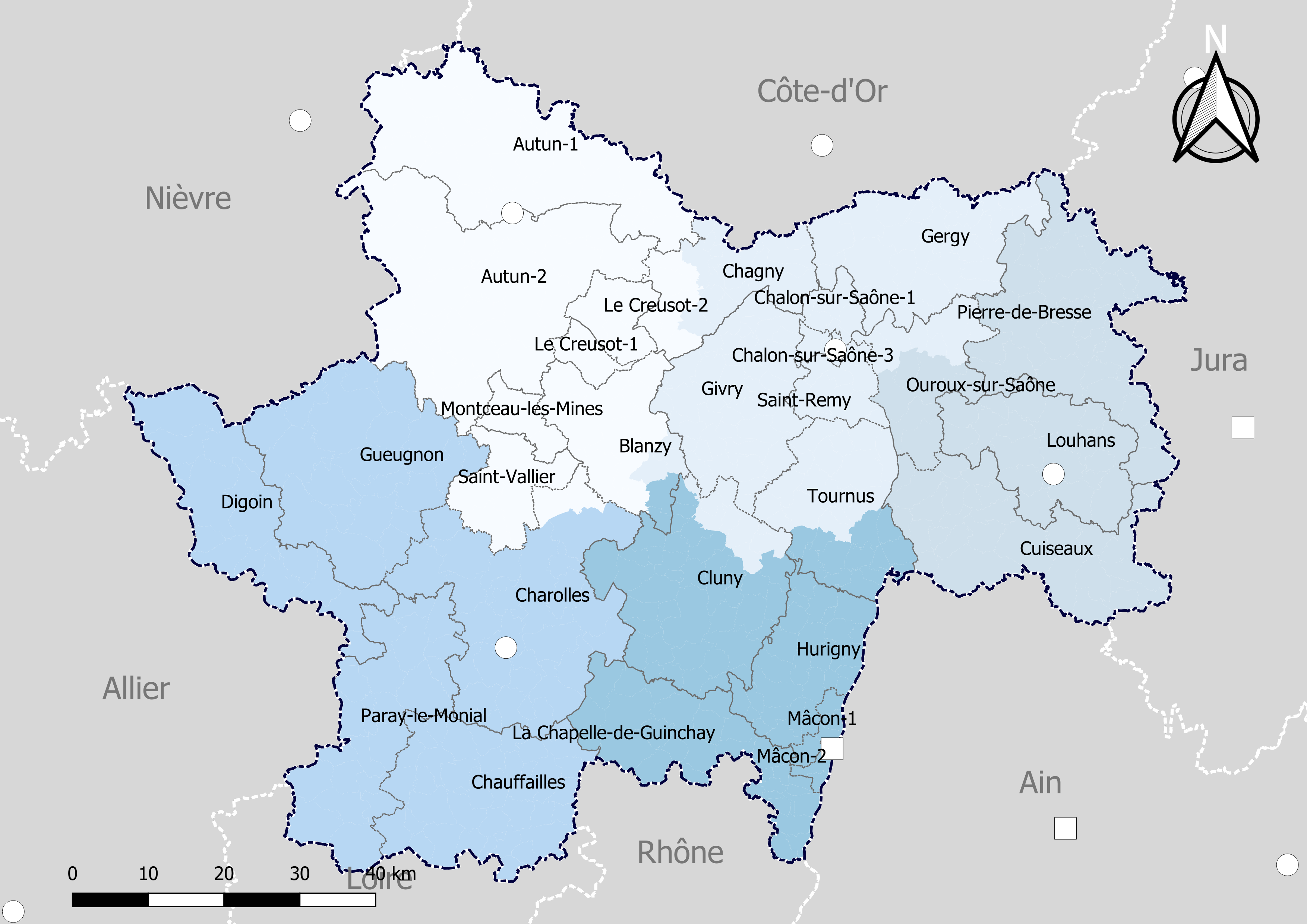
Découpage cantonal du département de Saône-et-Loire, avec en surimpression les arrondissements (en nuances de bleu) - Carte arrêtée au 1er janvier 2019.

Le département de Saône-et-Loire compte 29 cantons depuis le redécoupage cantonal de 2014 (57 cantons auparavant).

## Histoire

### Découpage cantonal avant 2014
Liste des 57 cantons du département de Saône-et-Loire, par arrondissement :
- arrondissement d'Autun (11 cantons) :

Les arrondissements et les cantons de Saône-et-Loire avant 2015.

  - canton d'Autun-Nord - canton d'Autun-Sud - canton de Couches - canton du Creusot-Est - canton du Creusot-Ouest - canton d'Épinac - canton d'Issy-l'Évêque - canton de Lucenay-l'Évêque - canton de Mesvres - canton de Montcenis - canton de Saint-Léger-sous-Beuvray
- arrondissement de Chalon-sur-Saône (15 cantons) :
  - canton de Buxy - canton de Chagny - canton de Chalon-sur-Saône-Centre - canton de Chalon-sur-Saône-Nord - canton de Chalon-sur-Saône-Ouest - canton de Chalon-sur-Saône-Sud - canton de Givry - canton de Mont-Saint-Vincent - canton de Montceau-les-Mines-Nord - canton de Montceau-les-Mines-Sud - canton de Montchanin - canton de Saint-Germain-du-Plain - canton de Saint-Martin-en-Bresse - canton de Sennecey-le-Grand - canton de Verdun-sur-le-Doubs
- arrondissement de Charolles (13 cantons) :
  - canton de Bourbon-Lancy - canton de Charolles - canton de Chauffailles - canton de la Clayette - canton de Digoin - canton de Gueugnon - canton de la Guiche - canton de Marcigny - canton de Palinges - canton de Paray-le-Monial - canton de Saint-Bonnet-de-Joux - canton de Semur-en-Brionnais - canton de Toulon-sur-Arroux
- arrondissement de Louhans (8 cantons) :
  - canton de Beaurepaire-en-Bresse - canton de Cuiseaux - canton de Cuisery - canton de Louhans - canton de Montpont-en-Bresse - canton de Montret - canton de Pierre-de-Bresse - canton de Saint-Germain-du-Bois
- arrondissement de Mâcon (10 cantons) :
  - canton de la Chapelle-de-Guinchay - canton de Cluny - canton de Lugny - canton de Mâcon-Centre - canton de Mâcon-Nord - canton de Mâcon-Sud - canton de Matour - canton de Saint-Gengoux-le-National - canton de Tournus - canton de Tramayes

### Redécoupage cantonal de 2014
Dans la poursuite de la réforme territoriale engagée en 2010, l'Assemblée nationale adopte définitivement le 17 avril 2013 la réforme du mode de scrutin pour les élections départementales destinée à garantir la parité hommes/femmes. Les lois (loi organique 2013-402 et loi 2013-403) sont promulguées le 17 mai 2013. Un nouveau découpage territorial est défini par décret du 18 février 2014 pour le département de Saône-et-Loire. Celui-ci entre en vigueur lors du premier renouvellement général des assemblées départementales suivant la publication du décret, soit en mars 2015. Les conseillers départementaux sont élus au scrutin majoritaire binominal mixte. Les électeurs de chaque canton éliront au Conseil départemental, nouvelle appellation des Conseils généraux, deux membres de sexe différent, qui se présenteront en binôme de candidats. Les conseillers départementaux seront élus pour 6 ans au scrutin binominal majoritaire à deux tours, l'accès au second tour nécessitant 10 % des inscrits au 1er tour. En outre la totalité des conseillers départementaux est renouvelée.
Ce nouveau mode de scrutin nécessite un redécoupage des cantons dont le nombre est divisé par deux avec arrondi à l'unité impaire supérieure si ce nombre n'est pas entier impair et avec des conditions de seuils minimaux. Dans la Saône-et-Loire le nombre de cantons passe ainsi de 57 à 29.
Les critères du remodelage cantonal sont les suivants : le territoire de chaque canton doit être défini sur des bases essentiellement démographiques, le territoire de chaque canton doit être continu et les communes de moins de 3 500 habitants sont entièrement comprises dans le même canton. Il n’est fait référence, ni aux limites des arrondissements, ni à celles des circonscriptions législatives.
Conformément à de multiples décisions du Conseil constitutionnel depuis 1985 et notamment sa décision no 2010-618 DC du 9 décembre 2010, il est admis que le principe d’égalité des électeurs au regard des critères démographiques est respecté lorsque le ratio conseiller/habitant de la circonscription est compris dans une fourchette de 20 % de part et d'autre du ratio moyen conseiller/habitant du département. Pour le département de Saône-et-Loire, la population de référence est la population légale en vigueur au 1er janvier 2013, à savoir la population millésimée 2010, soit 555 663 habitants. Avec 29 cantons la population moyenne par conseiller départemental est de 19 161 habitants. Ainsi la population de chaque nouveau canton doit être comprise entre 15 329 habitants et 22 993 habitants pour respecter le principe de l'égalité citoyenne au vu des critères démographiques.

## Composition actuelle

### Composition détaillée
| N° | Nom du Canton           | Bureau centralisateur   | Population 2010                   | Écart /moyenne | Nombre de communes entières   | Communes composant le canton |
| -- | ----------------------- | ----------------------- | --------------------------------- | -------------- | ----------------------------- | --- |
| 1  | Autun-1                 | Autun                   | 11 316 + fraction Autun           |                | 27 + fraction Autun           | 1° Les communes suivantes : Anost, Barnay, La Celle-en-Morvan, Chissey-en-Morvan, Collonge-la-Madeleine, Cordesse, Créot, Curgy, Cussy-en-Morvan, Dracy-Saint-Loup, Épertully, Épinac, Igornay, Lucenay-l'Évêque, Monthelon, Morlet, La Petite-Verrière, Reclesne, Roussillon-en-Morvan, Saint-Forgeot, Saint-Gervais-sur-Couches, Saint-Léger-du-Bois, Saisy, Sommant, Sully, Tavernay, Tintry. 2° La partie de la commune d'Autun située au nord d'une ligne définie par l'axe des voies suivantes: à partir de la limite de la commune d'Auxy, route de Chalon, avenue du 2e-Dragon, rue du Théâtre-Romain, boulevard Mazagran, rue Mazagran, Grande Rue Marchaux, rue Eumène, rue Pernette, rue du Docteur-Renaud, avenue du Morvan, rue de la Barre, route du Corps-Francs-Pommies, route départementale 46, jusqu'à la limite territoriale de la commune de Brion. |
| 2  | Autun-2                 | Autun                   | 12 235 + fraction Autun           |                | 26 + fraction Autun           | 1° Les communes suivantes : Antully, Auxy, La Boulaye, Brion, Broye, La Chapelle-sous-Uchon, Charbonnat, Charmoy, La Comelle, Dettey, Étang-sur-Arroux, La Grande-Verrière, Laizy, Marmagne, Mesvres, Saint-Didier-sur-Arroux, Saint-Émiland, Saint-Eugène, Saint-Léger-sous-Beuvray, Saint-Martin-de-Commune, Saint-Nizier-sur-Arroux, Saint-Prix, Saint-Symphorien-de-Marmagne, La Tagnière, Thil-sur-Arroux, Uchon. 2° La partie de la commune d'Autun non incluse dans le canton d'Autun-1. |
| 3  | Blanzy                  | Blanzy                  | 19 702                            | 1,03           | 17                            | Les Bizots, Blanzy, Collonge-en-Charollais, Écuisses, Genouilly, Gourdon, Joncy, Marigny, Mary, Mont-Saint-Vincent, Montchanin, Le Puley, Saint-Eusèbe, Saint-Julien-sur-Dheune, Saint-Laurent-d'Andenay, Saint-Martin-la-Patrouille, Saint-Micaud. |
| 4  | Chagny                  | Chagny                  | 19 858                            | 1,04           | 27                            | Aluze, Bouzeron, Chagny, Chamilly, Change, Charrecey, Chassey-le-Camp, Chaudenay, Cheilly-lès-Maranges, Couches, Dennevy, Dezize-lès-Maranges, Dracy-lès-Couches, Essertenne, Fontaines, Morey, Paris-l'Hôpital, Perreuil, Remigny, Rully, Saint-Bérain-sur-Dheune, Saint-Gilles, Saint-Jean-de-Trézy, Saint-Léger-sur-Dheune, Saint-Maurice-lès-Couches, Saint-Sernin-du-Plain, Sampigny-lès-Maranges. |
| 5  | Chalon-sur-Saône-1      | Chalon-sur-Saône        | 8 216 + fraction Chalon-sur-Saône |                | 5 + fraction Chalon-sur-Saône | 1° Les communes suivantes : Champforgeuil, Crissey, Farges-lès-Chalon, Fragnes-la-Loyère, Virey-le-Grand. 2° La partie de la commune de Chalon-sur-Saône située au nord d'une ligne définie par l'axe des voies et limites suivantes : à partir de la limite territoriale de la commune de Crissey, cours de la Saône, avenue Pierre-Nugues, avenue John-Fitzgerald-Kennedy, rue Salvador-Allende, rue Louis-Blériot, rue des Martyrs-de-la-Résistance, rue du Général-Giraud, rue du Bois-de-Menuse, ligne de chemin de fer Chalon―Dole et embranchement ferroviaire de cette ligne jusqu'à la limite territoriale de la commune de Champforgeuil. |
| 6  | Chalon-sur-Saône-2      | Chalon-sur-Saône        | fraction Chalon-sur-Saône         |                | fraction Chalon-sur-Saône     | Les parties de la commune de Chalon-sur-Saône situées : 1° À l'intérieur du périmètre suivant : pont Jean-Richard, avenue Nicéphore-Niépce, avenue du 8-Mai-1945, rue du 134e-Régiment-d'Infanterie, rue du Général-Duhesme, avenue de l'Aubépin, avenue de Paris, ligne de chemin de fer Chalon-sur-Saône―Dole, rue du Bois de Menuse, rue du général Giraud, rue des Martyrs-de-la-Résistance, rue Louis-Blériot, rue Salvador-Allende, avenue John-Fitzgerald-Kennedy, avenue Pierre-Nugues ; 2° Au sud de la Saône. |
| 7  | Chalon-sur-Saône-3      | Chalon-sur-Saône        | 5 906 + fraction Chalon-sur-Saône |                | 1 + fraction Chalon-sur-Saône | 1° La commune suivante : Châtenoy-le-Royal. 2° La partie de la commune de Chalon-sur-Saône non incluse dans les cantons de Chalon-sur-Saône-1 et de Chalon-sur-Saône 2. |
| 8  | La Chapelle-de-Guinchay | La Chapelle-de-Guinchay | 22 528                            | 1,18           | 32                            | Bourgvilain, Chaintré, Chânes, La Chapelle-de-Guinchay, La Chapelle-du-Mont-de-France, Chasselas, Crêches-sur-Saône, Davayé, Dompierre-les-Ormes, Fuissé, Germolles-sur-Grosne, Leynes, Matour, Montmelard, Navour-sur-Grosne, Pierreclos, Pruzilly, Romanèche-Thorins, Saint-Amour-Bellevue, Saint-Léger-sous-la-Bussière, Saint-Pierre-le-Vieux, Saint-Point, Saint-Symphorien-d'Ancelles, Saint-Vérand, Serrières, Solutré-Pouilly, Tramayes, Trambly, Trivy, Vergisson, Verosvres, Vinzelles. |
| 9  | Charolles               | Charolles               | 15 413                            | 0,8            | 32                            | Ballore, Baron, Beaubery, Champlecy, Changy, Charolles, Colombier-en-Brionnais, Dyo, Fontenay, Grandvaux, Lugny-lès-Charolles, Marcilly-la-Gueurce, Martigny-le-Comte, Mornay, Oudry, Ouroux-sous-le-Bois-Sainte-Marie, Ozolles, Palinges, Pouilloux, Prizy, Le Rousset-Marizy, Saint-Aubin-en-Charollais, Saint-Bonnet-de-Joux, Saint-Bonnet-de-Vieille-Vigne, Saint-Germain-en-Brionnais, Saint-Julien-de-Civry, Saint-Romain-sous-Gourdon, Saint-Vincent-Bragny, Suin, Vaudebarrier, Vendenesse-lès-Charolles, Viry. |
| 10 | Chauffailles            | Chauffailles            | 19 909                            | 1,04           | 39                            | Amanzé, Anglure-sous-Dun, Baudemont, Bois-Sainte-Marie, Briant, La Chapelle-sous-Dun, Chassigny-sous-Dun, Châteauneuf, Châtenay, Chauffailles, La Clayette, Coublanc, Curbigny, Fleury-la-Montagne, Gibles, Iguerande, Ligny-en-Brionnais, Mailly, Mussy-sous-Dun, Oyé, Saint-Bonnet-de-Cray, Saint-Christophe-en-Brionnais, Saint-Didier-en-Brionnais, Saint-Edmond, Saint-Igny-de-Roche, Saint-Julien-de-Jonzy, Saint-Laurent-en-Brionnais, Saint-Martin-de-Lixy, Saint-Maurice-lès-Châteauneuf, Saint-Racho, Saint-Symphorien-des-Bois, Sainte-Foy, Sarry, Semur-en-Brionnais, Tancon, Vareilles, Varenne-l'Arconce, Varennes-sous-Dun, Vauban. |
| 11 | Cluny                   | Cluny                   | 15 662                            | 0,82           | 48                            | Ameugny, Bergesserin, Berzé-le-Châtel, Bissy-sous-Uxelles, Blanot, Bonnay-Saint-Ythaire, Bray, Buffières, Burnand, Burzy, Chapaize, Château, Chérizet, Chevagny-sur-Guye, Chiddes, Chissey-lès-Mâcon, Cluny, Cormatin, Cortambert, Cortevaix, Curtil-sous-Buffières, Curtil-sous-Burnand, Donzy-le-Pertuis, Flagy, La Guiche, Jalogny, Lournand, Malay, Massilly, Mazille, Passy, Pressy-sous-Dondin, Sailly, Saint-André-le-Désert, Saint-Clément-sur-Guye, Saint-Gengoux-le-National, Saint-Huruge, Saint-Marcelin-de-Cray, Saint-Martin-de-Salencey, Saint-Vincent-des-Prés, Sainte-Cécile, Salornay-sur-Guye, Savigny-sur-Grosne, Sigy-le-Châtel, Sivignon, Taizé, Vaux-en-Pré, La Vineuse sur Fregande. |
| 12 | Le Creusot-1            | Le Creusot              | 5 314 + fraction Le Creusot       |                | 2 + fraction Le Creusot       | 1° Les communes suivantes : Montcenis, Torcy. 2° La partie de la commune du Creusot située à l'ouest d'une ligne définie par l'axe des voies et limites suivantes : à partir de l'intersection de la ligne de chemin de fer Nevers―Chagny avec la rue de Abattoirs, rue des Abattoirs, boulevard de la Mouillelongue, rue du Pas-de-Cible, route de Montcenis, chemin rural du Vieux-Chemin-du-Creusot, chemin rural dit « de la Croix-du-Lot », chemin rural dit « des Combes », ligne de chemin de fer Nevers―Chagny. |
| 13 | Le Creusot-2            | Le Creusot              | 7 041 + fraction Le Creusot       |                | 4 + fraction Le Creusot       | 1° Les communes suivantes : Le Breuil, Saint-Firmin, Saint-Pierre-de-Varennes, Saint-Sernin-du-Bois. 2° La partie de la commune du Creusot non incluse dans le canton du Creusot-1. |
| 14 | Cuiseaux                | Cuiseaux                | 19 995                            | 1,04           | 28                            | L'Abergement-de-Cuisery, Bantanges, Brienne, Champagnat, La Chapelle-Thècle, Condal, Cuiseaux, Cuisery, Dommartin-lès-Cuiseaux, Flacey-en-Bresse, La Frette, Frontenaud, La Genête, Huilly-sur-Seille, Joudes, Jouvençon, Loisy, Ménetreuil, Le Miroir, Montpont-en-Bresse, Ormes, Rancy, Ratenelle, Romenay, Sainte-Croix, Savigny-sur-Seille, Simandre, Varennes-Saint-Sauveur. |
| 15 | Digoin                  | Digoin                  | 19 728                            | 1,03           | 15                            | Bourbon-Lancy, Chalmoux, Cronat, Digoin, Gilly-sur-Loire, Les Guerreaux, Lesme, Maltat, Mont, La Motte-Saint-Jean, Perrigny-sur-Loire, Saint-Agnan, Saint-Aubin-sur-Loire, Varenne-Saint-Germain, Vitry-sur-Loire. |
| 16 | Gergy                   | Gergy                   | 16 960                            | 0,89           | 28                            | Allerey-sur-Saône, Bey, Les Bordes, Bragny-sur-Saône, Charnay-lès-Chalon, Ciel, Clux-Villeneuve, Damerey, Demigny, Écuelles, Gergy, Lessard-le-National, Longepierre, Mont-lès-Seurre, Navilly, Palleau, Pontoux, Saint-Didier-en-Bresse, Saint-Gervais-en-Vallière, Saint-Loup-Géanges, Saint-Martin-en-Gâtinois, Saint-Maurice-en-Rivière, Sassenay, Saunières, Sermesse, Toutenant, Verdun-sur-le-Doubs, Verjux. |
| 17 | Givry                   | Givry                   | 19 914                            | 1,04           | 41                            | Barizey, Bissey-sous-Cruchaud, Bissy-sur-Fley, Buxy, Cersot, Châtel-Moron, Chenôves, Culles-les-Roches, Dracy-le-Fort, Fley, Germagny, Givry, Granges, Jambles, Jully-lès-Buxy, Marcilly-lès-Buxy, Mellecey, Mercurey, Messey-sur-Grosne, Montagny-lès-Buxy, Moroges, Rosey, Saint-Boil, Saint-Denis-de-Vaux, Saint-Désert, Saint-Germain-lès-Buxy, Saint-Jean-de-Vaux, Saint-Mard-de-Vaux, Saint-Martin-d'Auxy, Saint-Martin-du-Tartre, Saint-Martin-sous-Montaigu, Saint-Maurice-des-Champs, Saint-Privé, Saint-Vallerin, Sainte-Hélène, Santilly, Sassangy, Saules, Savianges, Sercy, Villeneuve-en-Montagne. |
| 18 | Gueugnon                | Gueugnon                | 15 597                            | 0,81           | 20                            | La Chapelle-au-Mans, Chassy, Clessy, Cressy-sur-Somme, Curdin, Cuzy, Dompierre-sous-Sanvignes, Grury, Gueugnon, Issy-l'Évêque, Marly-sous-Issy, Marly-sur-Arroux, Montmort, Neuvy-Grandchamp, Rigny-sur-Arroux, Saint-Romain-sous-Versigny, Sainte-Radegonde, Toulon-sur-Arroux, Uxeau, Vendenesse-sur-Arroux. |
| 19 | Hurigny                 | Hurigny                 | 21 578                            | 1,13           | 28                            | Azé, Berzé-la-Ville, Bissy-la-Mâconnaise, Burgy, Bussières, Charbonnières, Chevagny-les-Chevrières, Clessé, Cruzille, Fleurville, Hurigny, Igé, Laizé, Lugny, Milly-Lamartine, Montbellet, Péronne, Prissé, La Roche-Vineuse, Saint-Albain, Saint-Gengoux-de-Scissé, Saint-Martin-Belle-Roche, Saint-Maurice-de-Satonnay, La Salle, Senozan, Sologny, Verzé, Viré. |
| 20 | Louhans                 | Louhans                 | 20 881                            | 1,09           | 20                            | Branges, Bruailles, La Chapelle-Naude, Le Fay, Juif, Louhans, Montagny-près-Louhans, Montcony, Montret, Ratte, Sagy, Saint-André-en-Bresse, Saint-Étienne-en-Bresse, Saint-Martin-du-Mont, Saint-Usuge, Saint-Vincent-en-Bresse, Simard, Sornay, Vérissey, Vincelles. |
| 21 | Mâcon-1                 | Mâcon                   | 8 708 + fraction Mâcon            |                | 2 + fraction Mâcon            | 1° Les communes suivantes : Charnay-lès-Mâcon, Sancé. 2° La partie de la commune de Mâcon située au nord d'une ligne définie par l'axe des voies suivantes : boulevard Henry-Dunant, boulevard des Perrières, rue de Flacé, boulevard des Neuf-Clés, rue Beau-Site, ligne droite dans le prolongement de la rue Beau-Site, rue Ambroise-Paré, jusqu'à la limite territoriale de la commune de Charnay-lès-Mâcon. |
| 22 | Mâcon-2                 | Mâcon                   | 554 + fraction Mâcon              |                | 1 + fraction Mâcon            | 1° Les communes suivantes : Varennes-lès-Mâcon. 2° La partie de la commune de Mâcon non incluse dans le canton de Mâcon-1. |
| 23 | Montceau-les-Mines      | Montceau-les-Mines      | 20 402                            | 1,06           | 2                             | Montceau-les-Mines, Saint-Berain-sous-Sanvignes. |
| 24 | Ouroux-sur-Saône        | Ouroux-sur-Saône        | 15 603                            | 0,81           | 15                            | L'Abergement-Sainte-Colombe, Allériot, Baudrières, Châtenoy-en-Bresse, Guerfand, Lans, Lessard-en-Bresse, Montcoy, Oslon, Ouroux-sur-Saône, Saint-Christophe-en-Bresse, Saint-Germain-du-Plain, Saint-Martin-en-Bresse, Tronchy, Villegaudin. |
| 25 | Paray-le-Monial         | Paray-le-Monial         | 20 412                            | 1,07           | 22                            | Anzy-le-Duc, Artaix, Baugy, Bourg-le-Comte, Céron, Chambilly, Chenay-le-Châtel, Hautefond, L'Hôpital-le-Mercier, Marcigny, Melay, Montceaux-l'Étoile, Nochize, Paray-le-Monial, Poisson, Saint-Léger-lès-Paray, Saint-Martin-du-Lac, Saint-Yan, Versaugues, Vindecy, Vitry-en-Charollais, Volesvres. |
| 26 | Pierre-de-Bresse        | Pierre-de-Bresse        | 15 973                            | 0,83           | 33                            | Authumes, Beaurepaire-en-Bresse, Beauvernois, Bellevesvre, Bosjean, Bouhans, La Chapelle-Saint-Sauveur, Charette-Varennes, La Chaux, Dampierre-en-Bresse, Devrouze, Diconne, Frangy-en-Bresse, Fretterans, Frontenard, Lays-sur-le-Doubs, Mervans, Montjay, Mouthier-en-Bresse, Pierre-de-Bresse, Le Planois, Pourlans, La Racineuse, Saillenard, Saint-Bonnet-en-Bresse, Saint-Germain-du-Bois, Savigny-en-Revermont, Sens-sur-Seille, Serley, Serrigny-en-Bresse, Le Tartre, Thurey, Torpes. |
| 27 | Saint-Rémy              | Saint-Rémy              | 21 446                            | 1,12           | 9                             | La Charmée, Épervans, Lux, Marnay, Saint-Loup-de-Varennes, Saint-Marcel, Saint-Rémy, Sevrey, Varennes-le-Grand. |
| 28 | Saint-Vallier           | Saint-Vallier           | 18 980                            | 0,99           | 5                             | Ciry-le-Noble, Génelard, Perrecy-les-Forges, Saint-Vallier, Sanvignes-les-Mines. |
| 29 | Tournus                 | Tournus                 | 19 768                            | 1,03           | 31                            | Beaumont-sur-Grosne, Boyer, Bresse-sur-Grosne, Champagny-sous-Uxelles, La Chapelle-de-Bragny, La Chapelle-sous-Brancion, Chardonnay, Étrigny, Farges-lès-Mâcon, Gigny-sur-Saône, Grevilly, Jugy, Lacrost, Laives, Lalheue, Mancey, Martailly-lès-Brancion, Montceaux-Ragny, Nanton, Ozenay, Plottes, Préty, Royer, Saint-Ambreuil, Saint-Cyr, Sennecey-le-Grand, Tournus, La Truchère, Uchizy, Vers, Le Villars. |
|    |                         |                         | 555 663                           |                | 573                           | |

### Répartition par arrondissement
Contrairement à l'ancien découpage où chaque canton était inclus à l'intérieur d'un seul arrondissement, le nouveau découpage territorial s'affranchit des limites des arrondissements. Certains cantons peuvent être composés de communes appartenant à des arrondissements différents. Dans le département de Saône-et-Loire, c'est le cas de dix cantons (Blanzy, Chagny, La Chapelle-de-Guinchay, Charolles, Cluny, Cuiseaux, Gueugnon, Montceau-les-Mines, Saint-Vallier, Tournus).
Le tableau suivant présente la répartition par arrondissement :
| N° | Canton                  | Autun                   | Chalon-sur-Saône              | Charolles | Louhans | Mâcon              | Total                         |
| -- | ----------------------- | ----------------------- | ----------------------------- | --------- | ------- | ------------------ | ----------------------------- |
| 1  | Autun-1                 | 27 + fraction Autun     |                               |           |         |                    | 27 + fraction Autun           |
| 2  | Autun-2                 | 26 + fraction Autun     |                               |           |         |                    | 26 + fraction Autun           |
| 3  | Blanzy                  | 2                       | 12                            | 3         |         |                    | 17                            |
| 4  | Chagny                  | 12                      | 15                            |           |         |                    | 27                            |
| 5  | Chalon-sur-Saône-1      |                         | 6 + fraction Chalon-sur-Saône |           |         |                    | 6 + fraction Chalon-sur-Saône |
| 6  | Chalon-sur-Saône-2      |                         | fraction Chalon-sur-Saône     |           |         |                    | fraction Chalon-sur-Saône     |
| 7  | Chalon-sur-Saône-3      |                         | 1 + fraction Chalon-sur-Saône |           |         |                    | 1 + fraction Chalon-sur-Saône |
| 8  | La Chapelle-de-Guinchay |                         |                               | 1         |         | 33                 | 34                            |
| 9  | Charolles               |                         | 1                             | 32        |         |                    | 33                            |
| 10 | Chauffailles            |                         |                               | 39        |         |                    | 39                            |
| 11 | Cluny                   |                         | 2                             | 7         |         | 43                 | 52                            |
| 12 | Le Creusot-1            | 2 + fraction Le Creusot |                               |           |         |                    | 2 + fraction Le Creusot       |
| 13 | Le Creusot-2            | 4 + fraction Le Creusot |                               |           |         |                    | 4 + fraction Le Creusot       |
| 14 | Cuiseaux                |                         |                               |           | 26      | 2                  | 28                            |
| 15 | Digoin                  |                         |                               | 15        |         |                    | 15                            |
| 16 | Gergy                   |                         | 29                            |           |         |                    | 29                            |
| 17 | Givry                   |                         | 41                            |           |         |                    | 41                            |
| 18 | Gueugnon                | 7                       |                               | 13        |         |                    | 20                            |
| 19 | Hurigny                 |                         |                               |           |         | 28                 | 28                            |
| 20 | Louhans                 |                         |                               |           | 20      |                    | 20                            |
| 21 | Mâcon-1                 |                         |                               |           |         | 2 + fraction Mâcon | 2 + fraction Mâcon            |
| 22 | Mâcon-2                 |                         |                               |           |         | 1 + fraction Mâcon | 1 + fraction Mâcon            |
| 23 | Montceau-les-Mines      | 1                       | 1                             |           |         |                    | 2                             |
| 24 | Ouroux-sur-Saône        |                         | 15                            |           |         |                    | 15                            |
| 25 | Paray-le-Monial         |                         |                               | 22        |         |                    | 22                            |
| 26 | Pierre-de-Bresse        |                         |                               |           | 33      |                    | 33                            |
| 27 | Saint-Rémy              |                         | 9                             |           |         |                    | 9                             |
| 28 | Saint-Vallier           |                         | 1                             | 4         |         |                    | 5                             |
| 29 | Tournus                 |                         | 17                            |           |         | 14                 | 31                            |
|    |                         | 83                      | 151                           | 136       | 79      | 124                | 573                           |